# Carl de Groof
Carl de Groof, eigentlich Karl Krof (* 3. Dezember 1923 in Wien; † 18. Januar 2007 in Javea, Spanien) war ein österreichischer Komponist, Filmkomponist und Orchesterleiter.

## Leben
De Groof begann seine Laufbahn kurz nach Ende des Zweiten Weltkriegs. In den folgenden Jahren wirkte er als Orchestermusiker, Texter von Komponisten wie Hans Lang, Kapellmeister (ab 1946, in der Wiener Hofburg) und Dirigent der Wiener Sängerknaben. 1953 gründete er das Symphonische Jazzorchester der RAVAG, das spätere Tanzorchester des Österreichischen Rundfunks. Im selben Jahr absolvierte er mit seinem eigenen Orchester auch einen Auftritt in der Kästner-Verfilmung Pünktchen und Anton.
Daraufhin holte man de Groof für die musikalische Untermalung und das Arrangement von Helmut Käutners legendärem Partisanen- und Antikriegsfilm Die letzte Brücke. De Groof blieb dem Medium Film / Fernsehen bis Ende der 1960er Jahre treu und komponierte die Musik zu einer Reihe von österreichischen und deutschen Unterhaltungsfilmen bekannter Regisseure wie Georg Tressler, Rolf Thiele und Rudolf Jugert. Seine Karriere endete 1969 mit der Titelmelodie zu der Fernsehserie Der alte Richter mit Paul Hörbiger. Einem breiten Publikum in Österreich war de Groof auch als langjähriger musikalischer Begleiter von Heinz Conrads bekannt, in dessen Sonntagmorgensendung Was gibt es Neues? er auch am Klavier spielte. Mit seinem eigenen Orchester nahm Carl de Groof außerdem eine Reihe von Schallplatten mit Wiener Liedern und Heurigenmusik auf, ebenso zahlreiche Schlager mit der damals sehr bekannten ägyptischen Sängerin Samira Soliman.
Die Erkrankung an multipler Sklerose erzwang zu Beginn der 1970er Jahre das Ende kompositorischer Tätigkeit. Im Laufe desselben Jahrzehnts zog sich Carl de Groof ins Privatleben nach Spanien zurück, wo er seinen Lebensabend verbrachte, in der Hoffnung, dass das sonnige Klima das Fortschreiten seiner Erkrankung verlangsamen würde.

## Filmografie
- 1953: Pünktchen und Anton (nur Auftritt mit eigenem Orchester)
- 1953: Die letzte Brücke
- 1954: Rund um die Milchwirtschaft (Kurzdokumentarfilm)
- 1954: Maxie
- 1955: Die Erbin von Trautenfels
- 1956: Das Hirtenlied vom Kaisertal
- 1957: Noch minderjährig (Unter Achtzehn)
- 1957: Wenn die Bombe platzt
- 1957: Eva küßt nur Direktoren
- 1958: Frauensee
- 1960: Geständnis einer Sechzehnjährigen
- 1961: Deutschland – deine Sternchen
- 1962: Wenn beide schuldig werden
- 1962: Lulu
- 1963: Leutnant Gustl (TV)
- 1964: Das Haus auf dem Hügel
- 1965: 3. November 1918
- 1965: An der schönen blauen Donau (TV)
- 1966: Der Weibsteufel
- 1967: Der Lügner und die Nonne
- 1969: Der alte Richter (Fernsehserie)